# Таннер, Ален
Ален Таннер (фр. Alain Tanner; 6 декабря 1929, Женева — 11 сентября 2022) — швейцарский кинорежиссёр, сценарист и продюсер.

## Биография
Изучал экономику, после получения диплома некоторое время работал в торговом флоте.
В средине 1950-х выехал в Англию и поступил в отдел информации Британского института кино, где работал в архиве, занимался переводом и подготовкой субтитров к иностранным картинам.
В 1956 году Таннер вместе с соотечественником Клодом Горетта снял свою первую картину — экспериментальный документальный фильм «Прекрасное время», в 1957 году удостоенный премии Международного кинофестиваля в Венеции и премии британских кинокритиков.
В 1960 году во время пребывания во Франции принял участие в создании нескольких рекламных лент.
По возвращении в Швейцарию работал на телевидении, снимал документальные фильмы: в 1964 году создал полнометражный фильм-анкету «Ученики», в 1966 году — документальную картину «Город в Шандигаре» (о деятельности французского архитектора Ле Корбюзье в Индии).
В 1969 году снял первый художественный фильм, «Шарль, мёртв или жив», рассказывающий о 50-летнем владельце небольшого предприятия, испытывающем экзистенциальный кризис. Он пытается изменить свой образ жизни, уйдя из дома и познакомившись с художником Полем и его подругой Аделиной, ведущими богемный образ жизни. Однако его сын, стремящийся завладеть предприятием, нанимает сыщика и запирает своего отца в психиатрическую больницу.
В 1970-х годах выходят фильмы «Саламандра», «Возвращение из Африки», «Центр мира» («Середина мира»), а в 1976 году увидел свет наиболее известный фильм Таннера — «Йонас, которому будет 25 лет в 2000 году».
В 1995 году Таннер снимает почти автобиографический фильм «Люди порта», в котором использует воспоминания своей юности о работе в торговом флоте.
В 1999 году режиссёр, который сам писал сценарии своих фильмов, возвращается к истории Йонаса и за год до 25-летия героя снимает её продолжение — «Йонас и Лила, до завтра», где показывает тяжёлую и безрадостную жизнь поколения, лишённого жилья и работы, в котором продолжает свои эксперименты с экранным пространством и образами, взаимодействием реального и воображаемого мира.
Почётный доктор Лозаннского университета (2008).

## Фильмография

### Документальные
- 1957 — «Прекрасное время»/Nice Time
- 1961 — «Рамю, путь поэта»/Ramuz, passage d’un poète
- 1962 — «Школа»/L' École
- 1964 — «Ученики»/Les Apprentis
- 1966 — «Город в Шандигаре»/Une ville à Chandigarh
- 1968 — «Доктор Б., сельский врач»/Docteur B., médecin de campagne

### Игровые
- 1969 — «Шарль, мёртв или жив»/Charles mort ou vif, (Золотой леопард Локарнского кинофестиваля)
- 1971 — «Саламандра»/La Salamandre
- 1973 — «Возвращение из Африки»/Le Retour d’Afrique, (две премии Форума нового кино на Берлинском МКФ)
- 1974 — «Середина мира»/Le Milieu Du Monde
- 1976 — «Йонас, которому будет 25 лет в 2000 году»/Jonas qui aura 25 ans en l’an 2000, (премия Национальной ассоциации кинокритиков США за лучший сценарий)
- 1979 — «Мессидор»/Messidor
- 1980 — «На расстоянии световых лет»/Les annees lumière, (Большой приз жюри Каннского МКФ)
- 1983 — «В белом городе» / Dans la ville blanche, (премия Сезар за лучший фильм на французском языке)
- 1984 — «Центр мира»/Le Milieu de monde
- 1985 — «Ничья земля»/No man’s land
- 1987 — «Пламя в моём сердце»/Une flamme dans mon coeur
- 1987 — «Призрачная долина»/La Vallée fantôme
- 1989 — «Женщина с Розовых гор»/La femme de Rose Hil
- 1991 — «Человек, который потерял свою тень»/L' Homme qui a perdu son ombre
- 1993 — «Дневник леди М»/Le Journal de lady M
- 1995 — «Люди порта»/Les Hommes du port
- 1996 — «Фурби»/Fourbi
- 1998 — «Реквием»/Requiem, (по роману Антонио Табукки)
- 1999 — «Йонас и Лила, до завтра» /Jonas et Lila, à demain
- 2002 — «Цветы в крови» / Fleurs de sang
- 2004 — «Поль плевал на всё» / Paul s’en va